# Karpatská kotlina
Karpatská kotlina je termín, který je v (nejen v slovenské, ale i maďarské) odborné geologické a geografické literatuře (téměř) shodný s termínem Panonská pánev .
V Maďarsku se termín Karpatská kotlina (maďarsky Kárpát-medence) velmi často používá i v širším významu, a to jak souhrnné označení pro Karpatskou kotlinu ve výše uvedeném významu (tj. Panonské pánev) a Karpaty, nebo (což je téměř totéž) jako geografický "ekvivalent" území bývalého Uherska (včetně Sedmihradska), tedy Velkého Maďarska. Maďarský geograf A. Hevesi, který takové širší používání důrazně odmítá jako chybné, například výslovně píše, že v každodenním používání v Maďarsku Karpatská kotlina zahrnuje i Karpaty, a to samé platí stále častěji i v dějepise a ekonomii a i když vzácněji bohužel k hanbě [dotčených] i v geografii. 
Pro poměry na Slovensku platí, že v geovědné literatuře je termín Karpatská kotlina poměrně málo frekventovaný, ale ve společenskovědní oblasti se vzhledem k jeho historickému, historicko-politickému a ekonomickému významu používá častěji , a to často ve výše uvedeném širším významu.